# Pizzabakeren
Pizzabakeren er en norsk ejet kæde af restauranter, hvor der primært fremstilles pizza. Virksomheden er baseret på takeaway, hvor man enten afhenter eller får maden bragt ud. Der er ingen spisepladser på Pizzabakerens lokationer.
I januar 2018 fandtes der 168 Pizzabakeren, fordelt på alle Norges fylker.